# Wiking Helikopter Service
Wiking Helikopter Service GmbH — немецкая вертолётная авиакомпания, специализирующаяся на вертолётных перевозках у побережья Северного моря. Является поставщиком для компании Sikorsky Aircraft и занимается обслуживанием вертолётов Sikorsky S-76 в Европе.

## Краткая история
Компания Wiking Helikopter Service была основана в 1975 году компанией VTG AG, дочерним предприятием Preussag, и норвежской компанией Helikopter Service для совершения вертолётных рейсов над морем. В 2001 году все акции этой компании выкупило предприятие Linnhoff Schiffahrt, также этой компанией было выкуплено RF Forschungsschiffahrt. Связанная с этим компания Unterweser Reederei была передана в феврале 2017 года Boluda Corporación Marítima. С 2017 года новым акционером Wiking стала компания KAAN Air International (Цюрих), дочернее предприятие турецкой компании Kaan Havacılık Sanayi ve Ticaret A.Ş.

## Услуги
Компания Wiking по поручению федерального министерства транспорта предоставляет лоцманские услуги в Немецкой бухте с использованием вертолётов, а также совершает регулярные вылеты к прибрежным объектам и чартерные рейсы. Обслуживание вертолётов осуществляется на площадке в Занде, также Wiking занимается техническим обслуживанием иных немецких и иностранных вертолётов.

## Флот
Данные по состоянию на август 2021 года
| Тип вертолёта              | Количество | Бортовой номер | Вместимость |       |
| -------------------------- | ---------- | -------------- | ----------- | ----- |
| Airbus Helicopters H145    | 4          | D-HOAE         |             | 8     |
| Airbus Helicopters H145    | 4          | D-HOAF         |             | 8     |
| Airbus Helicopters H145    | 4          | D-HOAG         |             | 8     |
| Airbus Helicopters H145    | 4          | D-HOAH         |             | 8     |
| Leonardo Helicopters AW139 | 4          | D-HHOA         |             | 12–15 |
| Leonardo Helicopters AW139 | 4          | D-HOAB         |             | 12–15 |
| Leonardo Helicopters AW139 | 4          | D-HOAC         |             | 12–15 |
| Leonardo Helicopters AW139 | 4          | D-HOAM         |             | 12–15 |
| Итого                      | 8          |                |             |       |